# Клои Бенет
Клои Ванг (кин: 汪可盈; пин: Wāng Kěyíng; Чикаго, 18. април 1992), позната као Клои Бенет (енгл. Chloe Bennet), америчка је глумица и певачица. Најпознатија је по улози Дејзи Џонсон у суперхеројско-драмској серији Агенти Шилда (2013—2020).

## Филмографија

### Филм
| Филм  | Српски наслов                              | Оригинални наслов | Улога                       | Напомене    |
| ----- | ------------------------------------------ | ----------------- | --------------------------- | ----------- |
| 2014. | Н/Д                                        |                   | Лејн Фишер                  | кратки филм |
| 2015. | Звончица и легенда о чудовишту из Недођије |                   | Чејс (глас)                 |             |
| 2018. | Н/Д                                        |                   | Дејзи Џонсон / Квејк (глас) |             |
| 2019. | Јети: Снежни човек                         |                   | Ји (глас)                   |             |
| 2020. | Девојка из долине                          |                   | Карен                       |             |
| 2020. | Н/Д                                        |                   | Ема                         |             |

### Телевизија
| Година     | Српски наслов             | Оригинални наслов | Улога                       | Напомене                                                             |
| ---------- | ------------------------- | ----------------- | --------------------------- | -------------------------------------------------------------------- |
| 2010.      | Н/Д                       |                   | себе / водитељка            | 4 епизоде; као Клои Ванг                                             |
| 2012.      | Н/Д                       |                   | Тес                         | непродати пилот                                                      |
| 2012–2013. | Нешвил                    |                   | Хејли                       | 7 епизода                                                            |
| 2013–2020. | Агенти Шилда              |                   | Дејзи Џонсон / Квејк        | главна улога; 136 епизода номинована – награда летња ТВ улога (2019) |
| 2014.      | Н/Д                       |                   | Верна                       | епизода: „”                                                          |
| 2015.      | Џејк и пирати из Недођије |                   | Свифти (глас)               | епизода: „”                                                          |
| 2016.      | Агенти Шилда: Слингшот    |                   | Дејзи Џонсон / Квејк        | 3 епизоде                                                            |
| 2018.      | Н/Д                       |                   | Дејзи Џонсон / Квејк (глас) | 2. епизоде                                                           |
| 2019.      | Н/Д                       |                   | Дејзи Џонсон / Квејк (глас) | телевизијски специјал                                                |
| 2019.      | Н/Д                       |                   | Дејзи Џонсон / Квејк (глас) | телевизијски специјал                                                |
| н. п.      | Н/Д                       |                   | Блосом                      | главна улога; предстојећа серија                                     |

### Музички спотови
| Година | Наслов | Извођач     | Реф.  |
| ------ | ------ | ----------- | ----- |
| 2011.  |        |             | [ 5 ] |
| 2011.  |        | Чејс Џордан | [ 6 ] |